# Oise
Oise là một tỉnh của Pháp, thuộc vùng hành chính Hauts-de-France, tỉnh lỵ Beauvais, bao gồm 4 quận với các quận lỵ còn lại là: Clermont, Compiègne, Senlis.